# Ulica Ignacego Krasickiego w Krakowie
Ulica Ignacego Krasickiego – ulica w Krakowie, położona w całości w administracyjnej dzielnicy XIII Podgórze.

## Historia
Droga w miejscu dzisiejszej ulicy Krasickiego istniała już w średniowieczu, a w XVIII wieku zrekonstruowano ją na drogę, wiodącą przez Wisłę w kierunku południowym. Obecna ulica powstała pod koniec XIX wieku i nazywała się wtedy ulicą Hugona Kołłątaja. W 1917 roku Rada Miasta Krakowa nadała ulicy nazwę Ignacego Krasickiego, polskiego pisarza i poety oraz biskupa warmińskiego.

## Przebieg
Ulica Ignacego Krasickiego przebiega przez teren krakowskiej Dzielnicy  XIII Podgórze na całej swojej długości.
Numeracja budynków rozpoczyna się od północnego wjazdu na ulicę. Ulica rozpoczyna swój bieg od skrzyżowania z ulicą Jana Długosza i placem Emila Serkowskiego, zaś kończy się przy skrzyżowaniu z ulicą Stanisława Mitery. Ulica mierzy około 450 metrów długości.

## Zabudowa
Po wschodniej stronie ulicy:
- ul. Ignacego Krasickiego 3 – kamienica, zbudowana w latach 1905 –1906.
- ul. Ignacego Krasickiego 7 (róg z ul. Stanisława Smolki) – dom „Pod Opatrznością”, wybudowany około 1906 roku.
- ul. Ignacego Krasickiego 9 (róg z ul. Stanisława Smolki 20) – kamienica, zbudowana w 1927 roku według projektu Józefa Bereta.

Po zachodniej stronie ulicy:
- ul. Ignacego Krasickiego 4 – kamienica, zbudowana w 1906 roku.
- ul. Ignacego Krasickiego 6 – kamienica, zbudowana przed 1907 rokiem według projektu Józefa Taborskiego.
- ul. Ignacego Krasickiego 8 – kamienica, zbudowana w 1909 roku.
- ul. Ignacego Krasickiego 10 – kamienica, zbudowana w latach 1908–1909.
- ul. Ignacego Krasickiego 12 – kamienica, zbudowana w 1910 roku.
- ul. Ignacego Krasickiego 14 – magazyn, wybudowany w 1923 roku według projektu S. Feldmanna.
- ul. Ignacego Krasickiego 16 – kamienica, zbudowana w latach 1910–1911 według projektu Władysława Wilczyńskiego.
- ul. Ignacego Krasickiego 22 – kamienica, zbudowana w 1897 roku.
- ul. Ignacego Krasickiego 24 – dom, zbudowany w 1899 roku.
- ul. Ignacego Krasickiego 26 – dom, zbudowany w latach 1906–1907.
- ul. Ignacego Krasickiego 28 – dom, zbudowany w latach 1908–1909.

Opracowano na podstawie źródła: Gminnej ewidencji zabytków – Kraków.

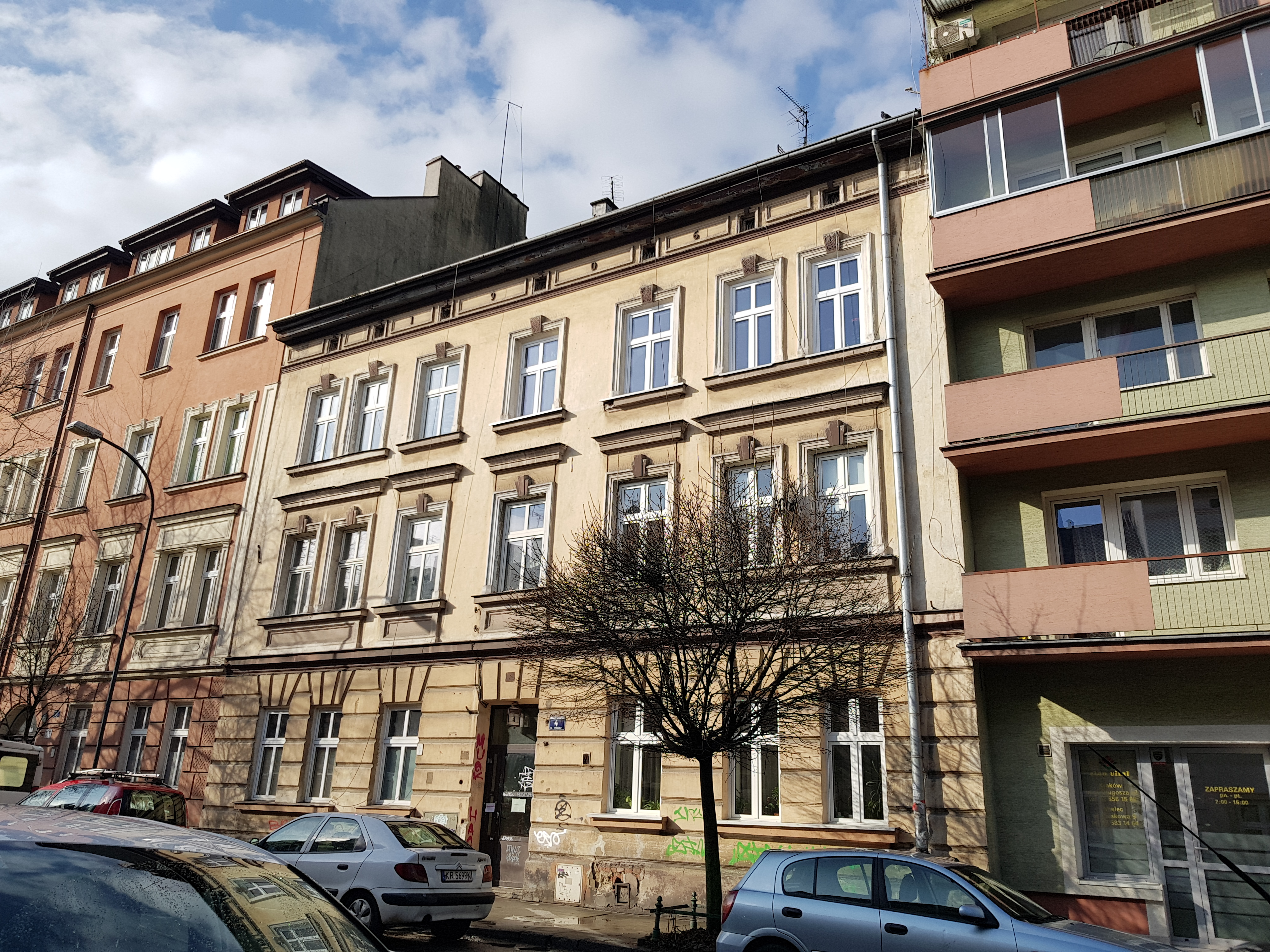
ul. Ignacego Krasickiego (1906)
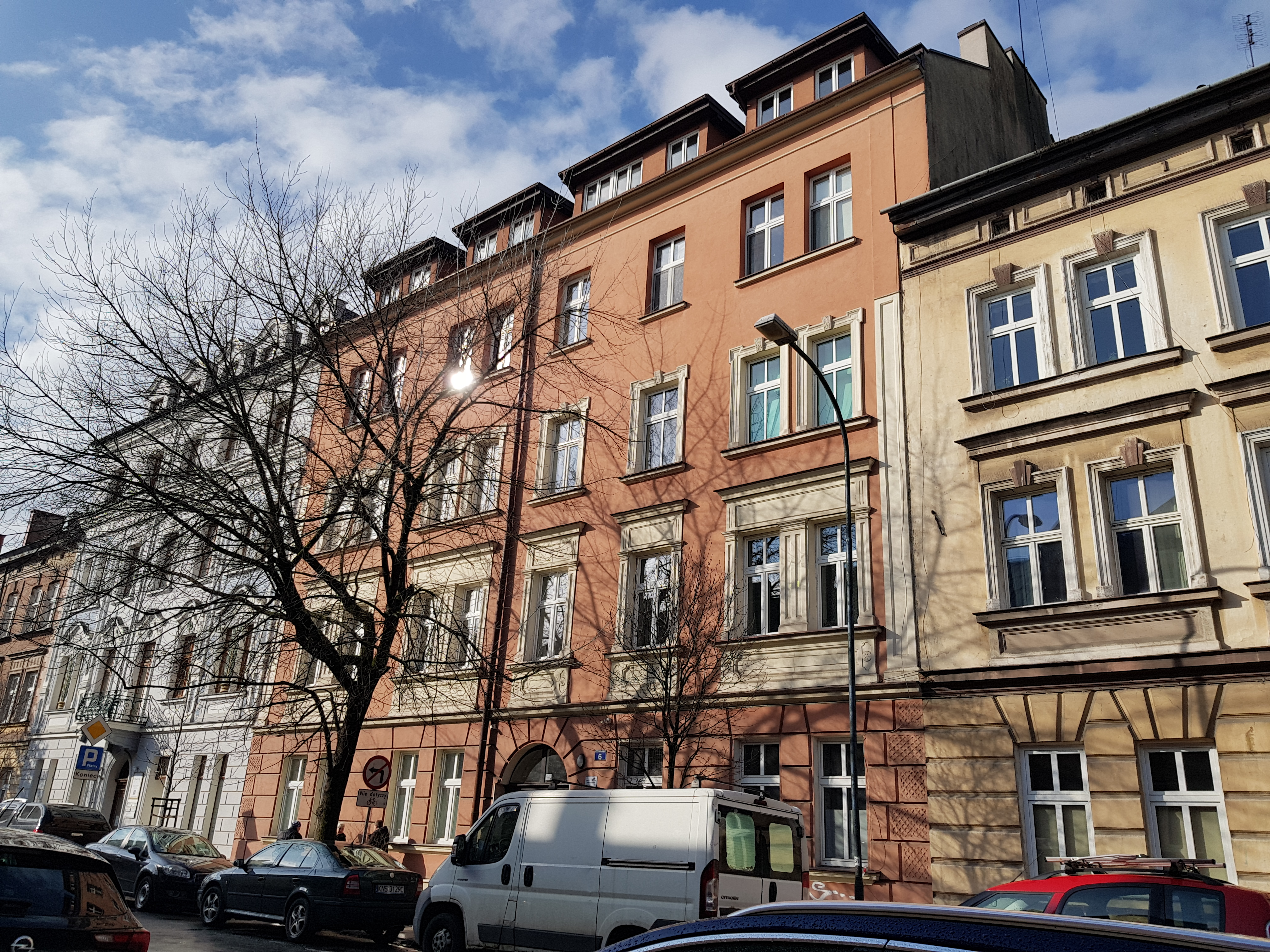
ul. Ignacego Krasickiego 6 (proj. Józef Taborski, 1907)
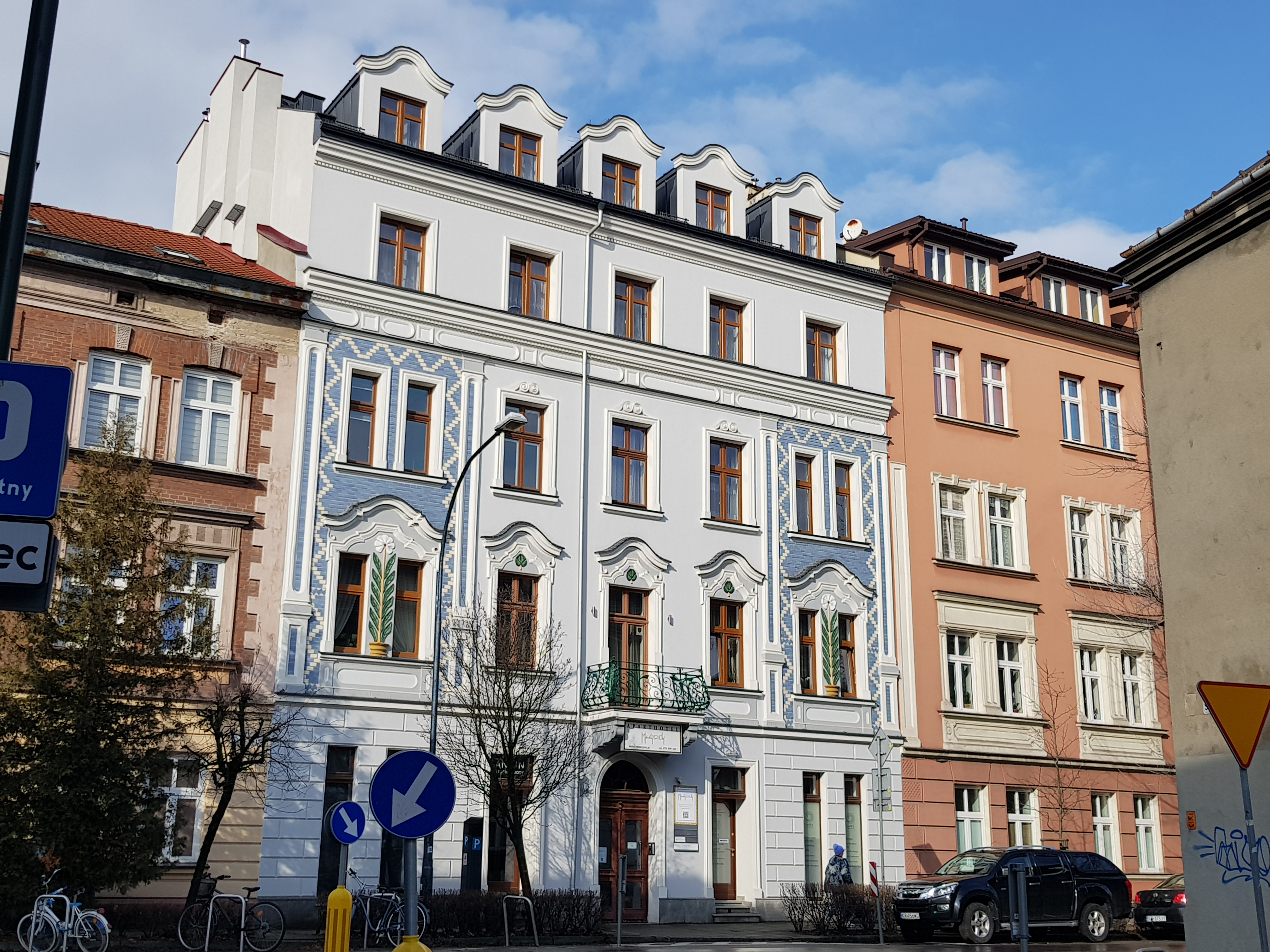
ul. Ignacego Krasickiego 8 (1909)
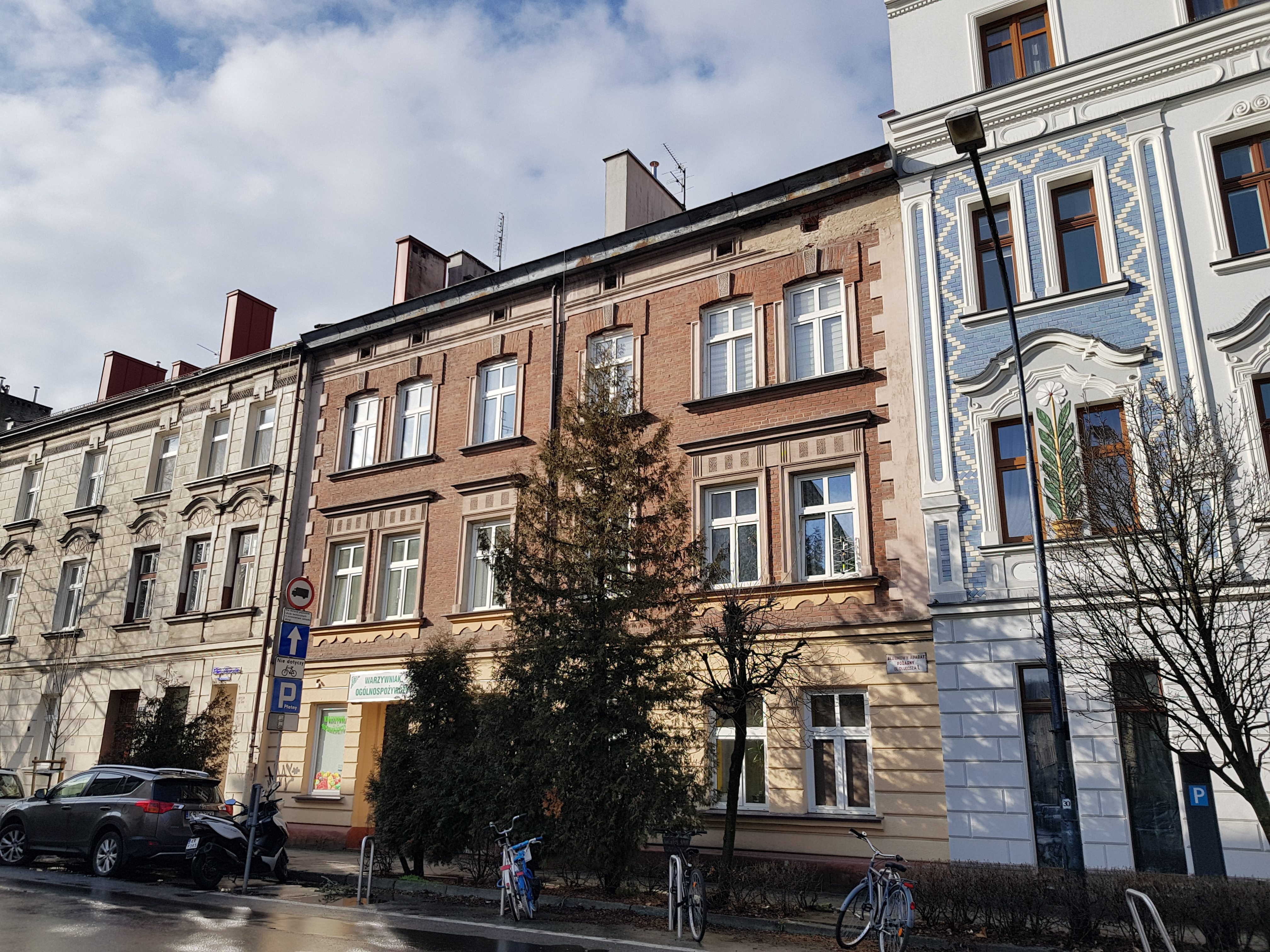
ul. Ignacego Krasickiego 10 (1908–1909)
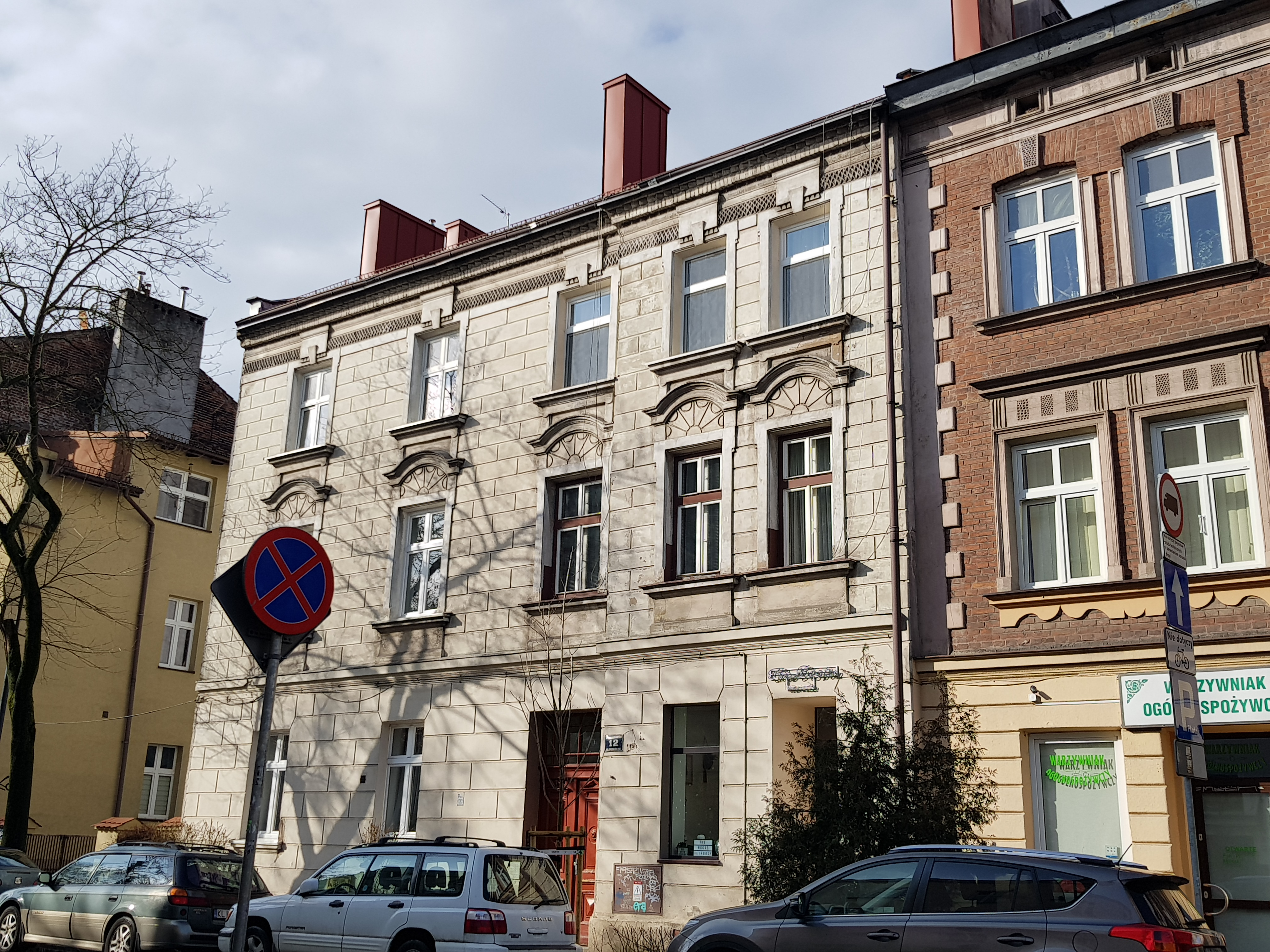
ul. Ignacego Krasickiego 12 (1910)